# آنا ليليا دوران
آنا ليليا دوران (بالإسبانية: Ana Duran Ayon)‏ هي رباعة مكسيكية، ولدت في 16 نوفمبر 1997 في مكسيكالي في المكسيك.